# 김선구
김선구(1943년 9월 8일 ~ 2024년 9월 20일)은 대한민국의 기업인이다.

## 경력
- 삼성물산 건설부문 대표이사
- 삼성물산 토목사업본부장
- 대한토목학회 원로회원
- 삼성건설 사장